# 麥西恩捲餅
麥西恩捲餅（或稱舊金山捲餅、任務捲餅）是一種墨西哥卷饼，最早起源於1960年代美國加利福尼亞州的舊金山教會區，與其他墨西哥捲餅的不同之處在於附加的米飯和配料。